# Kayumas (Jatinom)
Kayumas is een bestuurslaag in het regentschap Klaten van de provincie Midden-Java, Indonesië. Kayumas telt 2572 inwoners (volkstelling 2010).